# Bisdom Solwezi

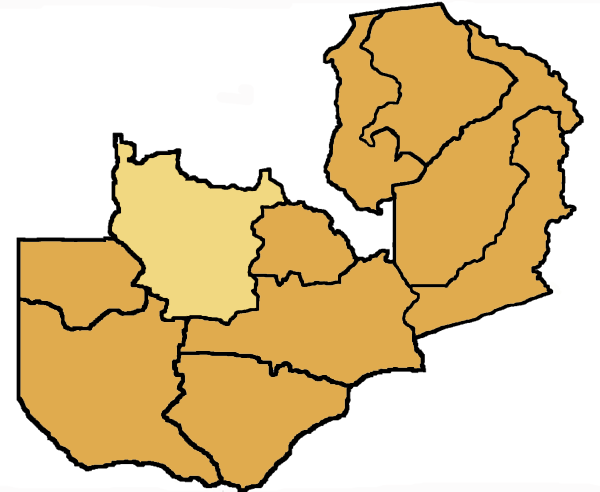
Het bisdom Solwezi binnen Zambia

Het bisdom Solwezi (Latijn: Dioecesis Solveziensis) is een rooms-katholiek bisdom met als zetel Solwezi in Zambia. Het is een suffragaan bisdom van het aartsbisdom Lusaka.
In 1959 werd de apostolische prefectuur Solwezi opgericht. Dit werd een bisdom in 1976. De eerste bisschop was de minoriet Severinah Abdon Potani.
In 2017 telde het bisdom 29 parochies. Het bisdom heeft een oppervlakte van 125.827 km2 en telde in 2017 957.000 inwoners waarvan 10,5% rooms-katholiek was. 

## Bisschoppen
- Severinah Abdon Potani, O.F.M. Conv. (1976-1993)
- Noel Charles O’Regan, S.M.A. (1995-2004)
- Alick Banda (2007-2009)
- Charles Joseph Sampa Kasonde (2010-)